# The Best in Town
The Best in Town is het tweede album van de Welshe band The Blackout. Het album is opgenomen in de Sonic Ranch Studios in Tomillo (Texas) onder leiding van producer Jason Perry. Het album werd op 25 mei 2009 uitgebracht door Epitaph Records als cd en 12-inchvinylversie.

## Tracklist
- 1. Shut-the-fuck-uppercut
- 2. Save Our Selves (The Warning)
- 3. Top of the World
- 4. The Fire
- 5. Children of the Night
- 6. Said and Done
- 7. Silent When We Speak
- 8. I Love Myself and I Wanna Live
- 9. This Is Why We Can't Have Nice Things...
- 10. We're Going to Hell... So Bring the Sunblock

## Trivia
- Shut-the-fuck-uppercut stond een aantal weken voor de verschijning van het album als download op de MySpace-pagina van de band.
- In het nummer Children of the Night wordt meegezongen door een schoolklas van de Heolgerrig Primary School uit Merthyr Tydfil, de thuisstad van The Blackout.
- In het nummer This Is Why We Can't Have Nice Things wordt meegezongen door Josh Franceschi van You Me at Six.
- I Love Myself and I Wanna Live is een parodie op een uitspraak van Kurt Cobain: I hate myself and I wanna die.
- De vinylversie van het album breekt na Children of the Night in een A- en B-kant.

To